# Clelea esakii
Clelea esakii es una especie de polilla de la familia Zygaenidae.
Fue descrita científicamente por Inoue en 1958.